# トッド・リンデン
トッド・アンソニー・リンデン（Todd Anthony Linden, 1980年6月30日 - ）は、アメリカ合衆国ワシントン州スノホミッシュ郡エドモンズ出身の元プロ野球選手（外野手）。右投両打。

## 経歴
ワシントン州シルバーデールのセントラル・キトサップ高等学校を卒業後、ワシントン大学で2年間野球をプレー。その後ルイジアナ州立大学（LSU）へ転校し、サザンイースタン・カンファレンスの両打席本塁打試合のシーズン記録を作った。

### プロ入りとジャイアンツ時代
2001年のMLBドラフト1巡目追補（全体41位）でサンフランシスコ・ジャイアンツから指名され、プロ入り。
2003年8月18日のモントリオール・エクスポズ戦でメジャーデビューを果たした。9月22日のロサンゼルス・ドジャース戦では石井一久からメジャー初本塁打を放った。それからは主にバリー・ボンズの守備固めに入る控え選手としてプレーしていた。
2007年5月10日にDFAとなった。

### マーリンズ時代
2007年5月18日にウェイバー公示を経てフロリダ・マーリンズへ移籍した。オフに自由契約となった。

### アスレチックス傘下時代
2007年11月21日にオークランド・アスレチックスとマイナー契約を結び、スプリングトレーニングに招待選手として参加したが、開幕のメジャーロースターには入れなかった。
2008年5月20日に自由契約となった。

### インディアンス傘下時代
2008年5月27日にクリーブランド・インディアンスとマイナー契約。ここでもメジャー昇格は果たせず、シーズン終了後にFAとなった。

### ヤンキース傘下時代
2009年はニューヨーク・ヤンキースとマイナー契約を結び、スプリングトレーニングに招待選手として参加した。

### 楽天時代
2009年6月12日に東北楽天ゴールデンイーグルスと契約を結んだことが報じられ、6月16日に楽天が契約合意を発表した。7月2日の北海道日本ハムファイターズ戦にて初出場し、ダルビッシュ有から2安打を放つと、7月7日の千葉ロッテマリーンズ戦では来日初本塁打、初打点を含む4打数4安打3打点の活躍をする。入団直後は右翼手で起用されていたが、6試合目から左翼手に固定される。7月16日の埼玉西武ライオンズ戦では西口文也から初回先頭打者本塁打を放ち、7月19日のオリックス・バファローズ戦では来日初のサヨナラ安打を放った。7月20日の福岡ソフトバンクホークス戦で、見逃し三振の判定に対して福家英登球審に暴言を吐き、来日初の退場処分を受けた（リンデンは後日、このことに対し、判定に不服があったので抗議をしただけと語っている）。この件で、日本プロ野球組織の加藤良三コミッショナーは厳重注意と制裁金5万円を科した。 9月26日の西武戦（西武ドーム）でフェルナンド・セギノール、リンデン、中谷仁の球団史上初となる3者連続ホームランを記録した。7番打者から9番打者の3者連続ホームランは、2003年9月14日の福岡ダイエーホークス（フリオ・ズレータ、出口雄大、鳥越裕介）以来、プロ野球史上2度目。加入当初は1番での起用が多かったが後に下位に定着。守備、走塁の前評判がよかったが、首脳陣の予想以上に打撃で成績を残し、途中加入ながら打率.292、12本塁打37打点、先頭打者本塁打を3本、サヨナラ安打を2度放つなど好成績を残した。しかし一方で三振が非常に多く、73試合の出場でリーグ10位タイとなる105三振を喫した。シーズンではある程度の成績を残したが素行の問題から去就が注目されていたが（下記参照）、12月14日に球団から来季の選手契約を更新した旨が発表され、翌年も引き続き楽天でプレーすることが決まった。
2010年8月18日のオリックス戦で、福家審判に暴言を吐いたとして退場になった際、なだめに来たマーティ・ブラウン監督と衝突した。球団から謹慎と制裁金を科せられた（問題行動の項参照）。そのような騒動や前年のような成績を残せなかったことで10月27日に球団から来季の契約を結ばない事が発表された。

### 独立リーグ時代
2011年はノース・アメリカン・リーグのエドモントン・キャピタルズと契約した。

### ジャイアンツ復帰
2012年はプロ入り時の古巣であるジャイアンツとマイナー契約を結び、AAA級フレズノ・グリズリーズで127試合に出場した。11月2日にFAとなった。
2013年1月17日に再びジャイアンツとマイナー契約を結び、AAA級フレズノで47試合に出場した。オフの11月4日にFAとなり退団。この年限りで現役を引退した。

### 現役引退後
2014年から2015年まで、ジャイアンツ傘下のA級オーガスタ・グリーンジャケッツで打撃コーチを務めた。2016年からは傘下A+級サンノゼ・ジャイアンツの打撃コーチを務め、2017年限りで退任した。
その後はワシントン州シアトルで少年野球の指導に携わっている。

## 問題行動
- ワシントン大学ではチーム規則や学則を何度も破ったり、キューバとの親善試合の際にキューバ製葉巻を密輸したりしたこともあって、退部処分を受けた[11]。
- 2009年8月2日のロッテ戦で、相手バッテリー（唐川侑己-里崎智也）の内角攻めに激高。6回表の第3打席の初球でセーフティバントの構えから引いたバットの先端を里崎のマスクに掠めさせたことで里崎と一触即発、また両チーム乱闘寸前の事態となり、リンデンのこの行為は故意の報復行為とみなされた[12]。
- 2009年10月6日のロッテ戦で、中谷仁のスクイズ失敗により三本間で挟まれた際、ロッテの福浦和也のグラブを肘打ちしてボールを弾き飛ばし守備妨害を宣告された[13]。
- 2009年10月10日の日本ハム戦でスタメン落ちし、6点ビハインドの9回表に代打起用された。その際、「6ランホームランを打てということか」[14]と激高し、橋上ヘッドコーチへ侮辱の言葉も連発したため登録抹消された[15]。抹消から再登録までは10日以上開かないと登録ができないため、CS第1ステージ出場が不可能になった。リンデンは10月13日に野村監督のもとへ謝罪に訪れるがTシャツ、短パン、サンダルという服装に加え、態度の悪さから更に怒らせる結果となってしまった。このままポストシーズン出場機会無しかと思われたが10月19日、今度はスーツ姿に身を包み、2度目の謝罪を行い、ようやく野村監督の許しを得た。CS第1ステージはリンデンを欠きながらもソフトバンクを下したため、第2ステージの日本ハム戦からの復帰が決まった。監督批判は厳しい罰則があるものだが、この野村監督批判に対する罰則は登録抹消のみというものだった。なお、野村は謝罪を受け入れた翌々日、城島健司を批判する際に「あいつは人間失格。ジャパニーズリンデンや」と発言している[16]。
- 2010年のオリックスとの開幕3連戦では米国製のバットに自身が契約している国内のメーカーのシールを張った「違反バット」を使用していたことが分かり、プロ野球規則委員会から注意を受けた[17]。
- 2010年8月18日のオリックス戦で福家英登球審に暴言を吐き退場となった後、ベンチ裏でリンデンをなだめようとしたブラウン監督に対して「なぜジャップの肩を持つんだ」と人種差別発言および監督批判を行なった。それまで度々起用法に関して衝突していた事と相まって9月7日に球団から40日間の謹慎と600万円の罰金が科せられた[18]。

## その他
- 日本での2年間はトラブルが多かったが、リンデンを実際に取材したフリーライター広瀬真徳は繊細で従順な男だったと振り返っている[19]。

## 詳細情報

### 年度別打撃成績
| 年 度    | 球 団    | 試 合 | 打 席 | 打 数 | 得 点 | 安 打 | 二 塁 打 | 三 塁 打 | 本 塁 打 | 塁 打 | 打 点 | 盗 塁 | 盗 塁 死 | 犠 打 | 犠 飛 | 四 球 | 敬 遠 | 死 球 | 三 振 | 併 殺 打 | 打 率 | 出 塁 率 | 長 打 率 | O P S |
| -------- | -------- | ----- | ----- | ----- | ----- | ----- | -------- | -------- | -------- | ----- | ----- | ----- | -------- | ----- | ----- | ----- | ----- | ----- | ----- | -------- | ----- | -------- | -------- | ----- |
| 2003     | SF       | 18    | 39    | 38    | 2     | 8     | 1        | 0        | 1        | 12    | 6     | 0     | 0        | 0     | 0     | 1     | 0     | 0     | 8     | 2        | .211  | .231     | .316     | .547  |
| 2004     | SF       | 16    | 40    | 32    | 6     | 5     | 1        | 0        | 0        | 6     | 1     | 0     | 0        | 2     | 0     | 5     | 0     | 1     | 7     | 0        | .156  | .289     | .188     | .477  |
| 2005     | SF       | 60    | 187   | 171   | 20    | 37    | 8        | 0        | 4        | 57    | 13    | 3     | 0        | 1     | 0     | 10    | 0     | 5     | 54    | 5        | .216  | .280     | .333     | .613  |
| 2006     | SF       | 61    | 89    | 77    | 15    | 21    | 4        | 2        | 2        | 35    | 5     | 1     | 0        | 2     | 0     | 9     | 0     | 1     | 20    | 2        | .273  | .356     | .455     | .811  |
| 2007     | SF       | 30    | 60    | 55    | 6     | 10    | 1        | 0        | 0        | 11    | 3     | 0     | 0        | 0     | 0     | 5     | 1     | 0     | 23    | 0        | .182  | .250     | .200     | .450  |
| 2007     | FLA      | 85    | 144   | 129   | 15    | 35    | 7        | 1        | 1        | 47    | 8     | 4     | 0        | 0     | 0     | 14    | 0     | 1     | 36    | 4        | .271  | .347     | .364     | .712  |
| '07計    | FLA      | 115   | 204   | 184   | 21    | 45    | 8        | 1        | 1        | 58    | 11    | 4     | 0        | 0     | 0     | 19    | 1     | 1     | 59    | 4        | .245  | .319     | .315     | .634  |
| 2009     | 楽天     | 73    | 317   | 284   | 47    | 83    | 22       | 0        | 12       | 141   | 37    | 2     | 5        | 0     | 0     | 32    | 1     | 1     | 105   | 5        | .292  | .366     | .496     | .862  |
| 2010     | 楽天     | 53    | 189   | 162   | 18    | 30    | 5        | 0        | 5        | 50    | 18    | 1     | 0        | 0     | 2     | 21    | 0     | 4     | 64    | 3        | .185  | .291     | .309     | .600  |
| MLB：5年 | MLB：5年 | 270   | 559   | 502   | 64    | 116   | 22       | 3        | 8        | 168   | 36    | 8     | 0        | 5     | 0     | 44    | 1     | 8     | 148   | 13       | .231  | .303     | .335     | .638  |
| NPB：2年 | NPB：2年 | 126   | 506   | 446   | 65    | 113   | 27       | 0        | 17       | 191   | 55    | 3     | 5        | 0     | 2     | 53    | 1     | 5     | 169   | 8        | .253  | .338     | .428     | .766  |

### 年度別守備成績
| 年 度 | 球 団 | 左翼（LF） | 左翼（LF） | 左翼（LF） | 左翼（LF） | 左翼（LF） | 左翼（LF） | 中堅（CF） | 中堅（CF） | 中堅（CF） | 中堅（CF） | 中堅（CF） | 中堅（CF） | 右翼（RF） | 右翼（RF） | 右翼（RF） | 右翼（RF） | 右翼（RF） | 右翼（RF） | 外野  | 外野  | 外野  | 外野  | 外野  | 外野     |
| 年 度 | 球 団 | 試 合      | 刺 殺      | 補 殺      | 失 策      | 併 殺      | 守 備 率   | 試 合      | 刺 殺      | 補 殺      | 失 策      | 併 殺      | 守 備 率   | 試 合      | 刺 殺      | 補 殺      | 失 策      | 併 殺      | 守 備 率   | 試 合 | 刺 殺 | 補 殺 | 失 策 | 併 殺 | 守 備 率 |
| ----- | ----- | ---------- | ---------- | ---------- | ---------- | ---------- | ---------- | ---------- | ---------- | ---------- | ---------- | ---------- | ---------- | ---------- | ---------- | ---------- | ---------- | ---------- | ---------- | ----- | ----- | ----- | ----- | ----- | -------- |
| 2003  | SF    | 9          | 10         | 0          | 1          | 0          | .909       | -          | -          | -          | -          | -          | -          | 6          | 3          | 0          | 0          | 0          | 1.000      | -     | -     | -     | -     | -     | -        |
| 2004  | SF    | 7          | 6          | 0          | 0          | 0          | 1.000      | -          | -          | -          | -          | -          | -          | 4          | 3          | 0          | 0          | 0          | 1.000      | -     | -     | -     | -     | -     | -        |
| 2005  | SF    | 18         | 22         | 0          | 1          | 0          | .957       | -          | -          | -          | -          | -          | -          | 40         | 92         | 0          | 1          | 0          | .989       | -     | -     | -     | -     | -     | -        |
| 2006  | SF    | 40         | 31         | 1          | 0          | 0          | 1.000      | -          | -          | -          | -          | -          | -          | 12         | 9          | 0          | 0          | 0          | 1.000      | -     | -     | -     | -     | -     | -        |
| 2007  | SF    | 18         | 12         | 0          | 0          | 0          | 1.000      | 9          | 23         | 2          | 2          | 0          | .926       | 3          | 3          | 0          | 1          | 0          | .750       | -     | -     | -     | -     | -     | -        |
| 2007  | FLA   | 19         | 25         | 0          | 0          | 0          | 1.000      | 4          | 10         | 0          | 0          | 0          | 1.000      | 8          | 5          | 0          | 0          | 0          | 1.000      | -     | -     | -     | -     | -     | -        |
| '07計 | FLA   | 37         | 37         | 0          | 0          | 0          | 1.000      | 13         | 33         | 2          | 2          | 0          | .946       | 11         | 8          | 0          | 1          | 0          | .889       | -     | -     | -     | -     | -     | -        |
| 2009  | 楽天  | -          | -          | -          | -          | -          | -          | -          | -          | -          | -          | -          | -          | -          | -          | -          | -          | -          | -          | 71    | 122   | 3     | 0     | 1     | 1.000    |
| 2010  | 楽天  | -          | -          | -          | -          | -          | -          | -          | -          | -          | -          | -          | -          | -          | -          | -          | -          | -          | -          | 50    | 84    | 1     | 1     | 0     | .988     |
| MLB   | MLB   | 111        | 106        | 1          | 2          | 0          | .982       | 13         | 33         | 2          | 2          | 0          | .946       | 73         | 115        | 0          | 2          | 0          | .983       | -     | -     | -     | -     | -     | -        |
| NPB   | NPB   | -          | -          | -          | -          | -          | -          | -          | -          | -          | -          | -          | -          | -          | -          | -          | -          | -          | -          | 121   | 206   | 4     | 1     | 1     | .995     |

### 記録
NPB
- 初出場・初先発出場：2009年7月2日、対北海道日本ハムファイターズ12回戦（札幌ドーム）、6番・右翼手で先発出場
- 初打席・初安打：同上、2回表にダルビッシュ有から左前安打
- 初本塁打・初打点：2009年7月7日、対千葉ロッテマリーンズ9回戦（福島県営あづま球場）、7回裏に清水直行から中越ソロ
- 初盗塁：2009年7月11日、対福岡ソフトバンクホークス10回戦（福岡Yahoo!Japanドーム）、4回表に二盗（投手：神内靖、捕手：田上秀則）

### 背番号
- 50（2003年 - 2004年）
- 39（2005年 - 2007年途中）
- 26（2007年途中 - 同年終了）
- 3（2009年 - 2010年）